# Dirk Kollmar
Dirk Kollmar (* 6. September 1963 in Oettingen in Bayern; † 3. Mai 2014 in Gotha) war ein deutscher Wirtschaftsmanager und Basketball-Funktionär sowie Kinderbuchillustrator.

## Leben
Kollmar besuchte ein Sportinternat in München und absolvierte sein Abitur im Schwerpunkt Basketball. Aktiv war er als Spieler unter anderem in Nördlingen. Nachdem er seinen Wehrdienst als Fallschirmspringer absolviert hatte, studierte er von 1988 bis 1991 in Weihenstephan an der TU München Brauerei- und Getränketechnologie. Mit Beginn seines Studiums wurde er Mitglied im Corps Donaria zu Freising-Weihenstephan.
1991 wurde Kollmar von seinem Vater Günther Kollmar beauftragt, im Bereich der Neuen Länder nach Produktions- und Lagerstätten für die Oettinger Brauerei zu suchen. Fündig wurde er in Gotha mit dem VEB Brauerei Gotha. Er baute diesen Standort auf und aus. Ein Angebot, beim US-Brauereikonzern Anheuser-Busch Companies zu arbeiten, schlug er aus und stieg 1994 neben seinem Vater in die Unternehmensleitung der Oettinger Brauerei ein.
1998 gründete er mit Gleichgesinnten den Verein Basketball in Gotha e. V. (BiG), den er als Präsident maßgeblich prägte und dessen erste Herren-Mannschaft Oettinger Rockets Gotha 2012 den Aufstieg in die 2. Bundesliga ProA schaffte. Ab 2009 war er Präsident des Thüringer Basketball Verbands. In seiner Wahlheimat Luisenthal betrieb er ein Gasthaus nebst Brauereimuseum.
Nach dem Tod seines Vaters 2013 verfügte Kollmar über 80 % der Gesellschafts- und Stimmanteile. 2014 starb er nach längerer Krankheit an Herzversagen.
Das von ihm in seiner Wahlheimat Luisenthal aufgebaute Stutzhäuser Gasthaus und Brauereimuseum ist seit 2019 geschlossen und steht seither zum Verkauf. Wie es offiziell dazu hieß, will sich Oettinger wieder mehr auf das Kerngeschäft konzentrieren. Die Brauerei in Gotha wurde Anfang 2023 als letzter Brauereistandort von Oettinger in den Neuen Bundesländern verkauft. In der offiziellen Historie der Oettinger Brauerei (Stand Juli 2025) fehlt sein Name.

## Auszeichnungen
- 2011 Bundesverdienstkreuz am Bande für soziales Engagement
- 2011 Myconius-Medaille der Stadt Gotha
- 2016 Umbenennung eines Abschnitts der Leina-Straße in  Gotha in Dirk-Kollmar-Straße

## Publikationen
- Paul Piranha und das Blauteil, Gotha 2012.
- Paul Piranha und der Blubbersee, Gotha 2010, ISBN 978-3-00-032539-7.